# Палац Чацького (Серебринці)
Палац Чацького — пам'ятка в селі, колишньому містечку Серебринці.

## Відомості
Палац Чацьких розташовується в с. Серебринці (у минулому — містечко Серебринець).
У 16 ст. волості серебринецькі належали магнатам Язловецьким. Після Язловецьких землі належали Чурилам. Останнім власником був ксьондз Станіслав Чурило. До 1700 р. ці землі залишались без пана, а опісля перейшли по спадковості Дідушицьким.

## Архітектура палацу
Палац збудували у стилі класицизму. Будівля була прямокутною за поземним планом, двоповерховою. Зі сторони парку будинок стояв на високому цокольному поверсі. Зі сторони парку та з фронту посередині будівлі був портик з чотирма колонами коринфського ордеру. Портики увінчували трикутні фронтони. Портик зі сторони парку опирається на аркадному цоколі, в якому була відкрита галерея. У палаці повністю збереглася ліпнина. Планування всередині було централістичним, з залою та парадними приміщеннями на першому поверсі.

## Сучасний стан

Палац — занедбаний, без догляду, розвалюється. Місцеві мешканці намагаються привернути увагу громадськості до руйнації архітектурної пам’ятки.